# Die Finals – Dresden 2025/Triathlon

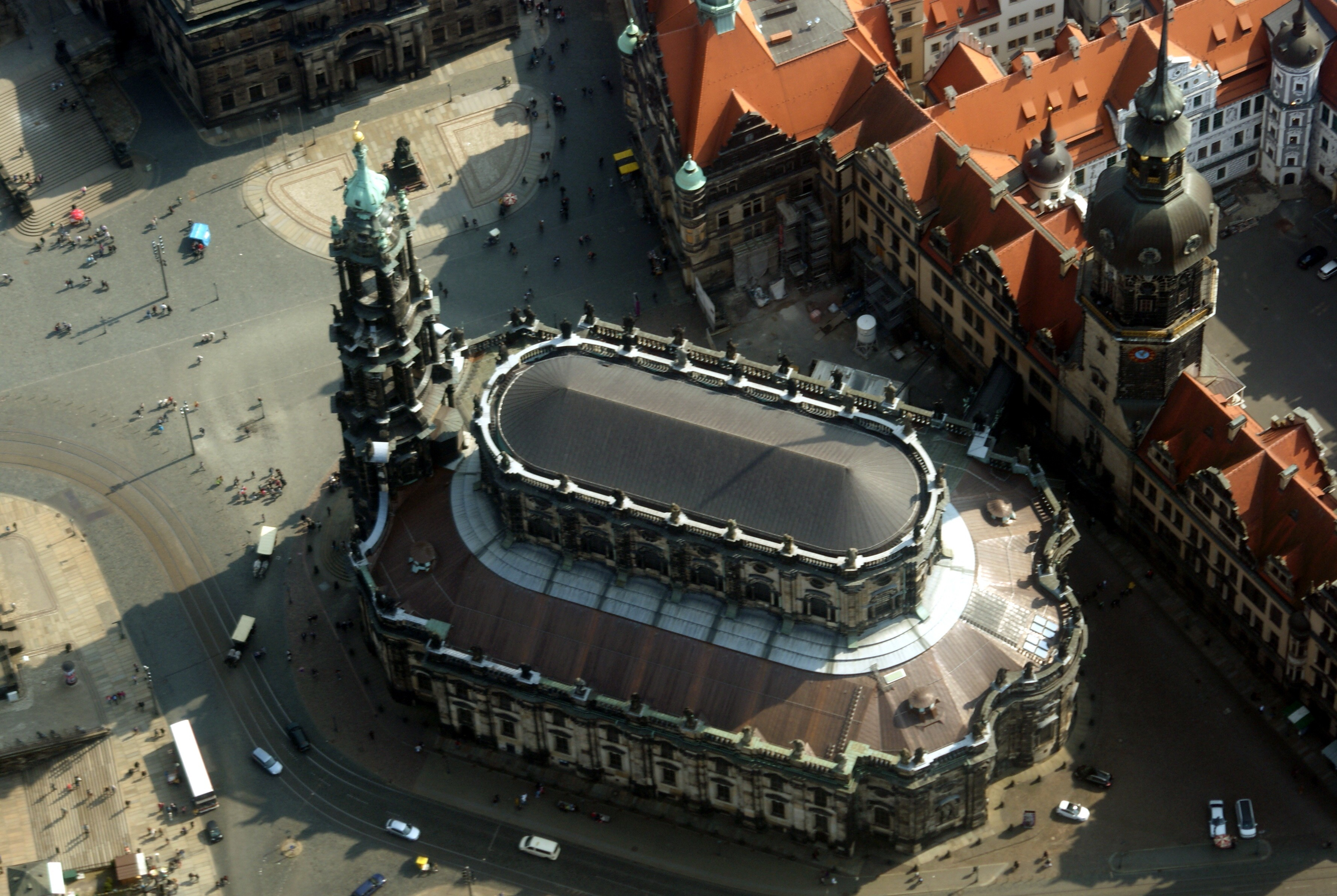
Hofkirche, Luftbild

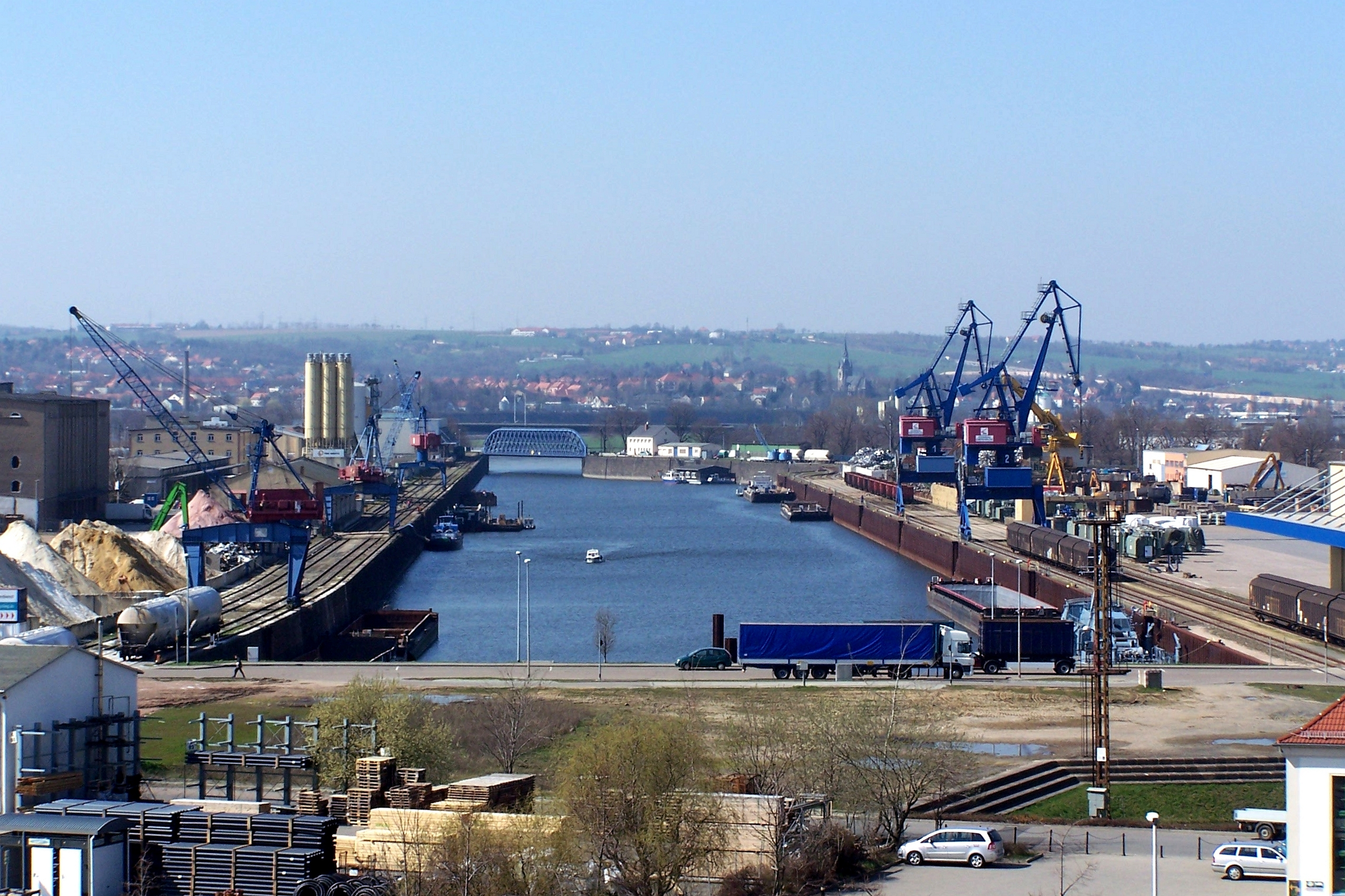
Alberthafen

Bei den Finals 2025 in Dresden wurden vom 31. Juli bis zum 3. August drei Wettbewerbe im Triathlon ausgetragen. Neben den beiden Einzelwettbewerben für Männer und Frauen war eine Mixed-Staffel mit der Sprintdistanz Teil des Programms. Der Start war im Alberthafen und das Ziel war der Theaterplatz vor der Katholischen Hofkirche. Die Schwimm-Wettkämpfe in der Mixed Relay Staffel starteten am Canaletto-Blick, wo auch die Staffelübergaben der Athletinnen und Athleten stattfanden.

## Zeitplan
| Frauen      |     |    |    |    |
| Männer      | 31. | 1. | 2. | 3. |
| Männer      |     |    |    |    |
| Mixed       | 31. | 1. | 2. | 3. |
| Mixed Relay |     |    |    |    |

|  | Medaillenentscheidung |

## Bilanz

### Medaillenspiegel
| Platz  | Land                | Gold | Silber | Bronze | Gesamt |
| ------ | ------------------- | ---- | ------ | ------ | ------ |
| 1      | Hessen              | 3    | 2      | –      | 5      |
| 2      | Saarland            | –    | 1      | 1      | 2      |
| 3      | Rheinland-Pfalz     | –    | 1      | –      | 1      |
| 4      | Brandenburg         | –    | –      | 1      | 1      |
| 4      | Nordrhein-Westfalen | –    | –      | 1      | 1      |
| Gesamt | Gesamt              | 3    | 4      | 3      | 10     |

### Medaillengewinner
| Disziplin     | Gold                                                                | Silber                                                                          | Bronze                                                                               |
| ------------- | ------------------------------------------------------------------- | ------------------------------------------------------------------------------- | ------------------------------------------------------------------------------------ |
| Einzel Männer | Henry Graf ( DSW12 Darmstadt)                                       | Jonas Osterholt ( PSD Bank Tri Post Trier)                                      | Lasse Nygaard Priester ( Hylo Team Saar)                                             |
| Einzel Frauen | Lisa Tertsch ( DSW12 Darmstadt)                                     | Annika Koch ( TuS Griesheim)                                                    | Nina Eim ( Triathlon Potsdam)                                                        |
| Staffel Mixed | DSW12 DarmstadtCarlotta Bülck Fabian Kraft Finja Schierl Henry Graf | Hylo Team Saar/ViernheimLena Meißner Chris Ziehmer Tanja Neubert Valentin Wernz | SSF Bonn TriathlonJara Brandenberg Lasse Lührs Lilly-Marie Overberg Lukas Kurtenbach |